# Veldtochten in de Shenandoahvallei
De veldtochten in de Shenandoahvallei van 1864 vonden plaats tussen mei en oktober 1864 in de Shenandoahvallei Virginia tijdens de Amerikaanse Burgeroorlog. Historici verdelen deze reeks van veldslagen onder in drie verschillende veldtochten. Deze worden echter samen behandeld om de interactie tussen de verschillende veldtochten beter te begrijpen.

## Achtergrond
Begin 1864 werd Ulysses S. Grant bevorderd tot luitenant-generaal. Hij werd opperbevelhebber van alle Noordelijke legers. Samen met zijn hoofdkwartier sloot hij zich aan bij het Army of the Potomac. De bevelhebber van dit leger, generaal-majoor George G. Meade bleef wel aan als bevelhebber van het Army of the Potomac. Generaal-majoor William Tecumseh Sherman kreeg het bevel over de Noordelijke legers aan het westelijke front. Samen met president Abraham Lincoln was Grant voorstander van een totale vernietiging van de Zuidelijke strijdkrachten om een eind te maken aan het conflict. Grant werkte een algemeen plan uit om de vijand op verschillende fronten tegelijk aan te vallen. Grant, Meade en generaal-majoor Benjamin Butler zouden het Army of Northern Virginia onder leiding van generaal Robert E. Lee voor hun rekening nemen. Generaal-majoor Franz Sigel zou de Shenandoahvallei binnenvallen en de aanvoerlijnen van Lee vernietigen. Sherman zou Georgia binnenvallen met als doel Atlanta en generaal-majoor Nathaniel P. Banks diende Mobile, Alabama in te nemen.

## Lynchburgveldtocht (mei tot juni 1864)

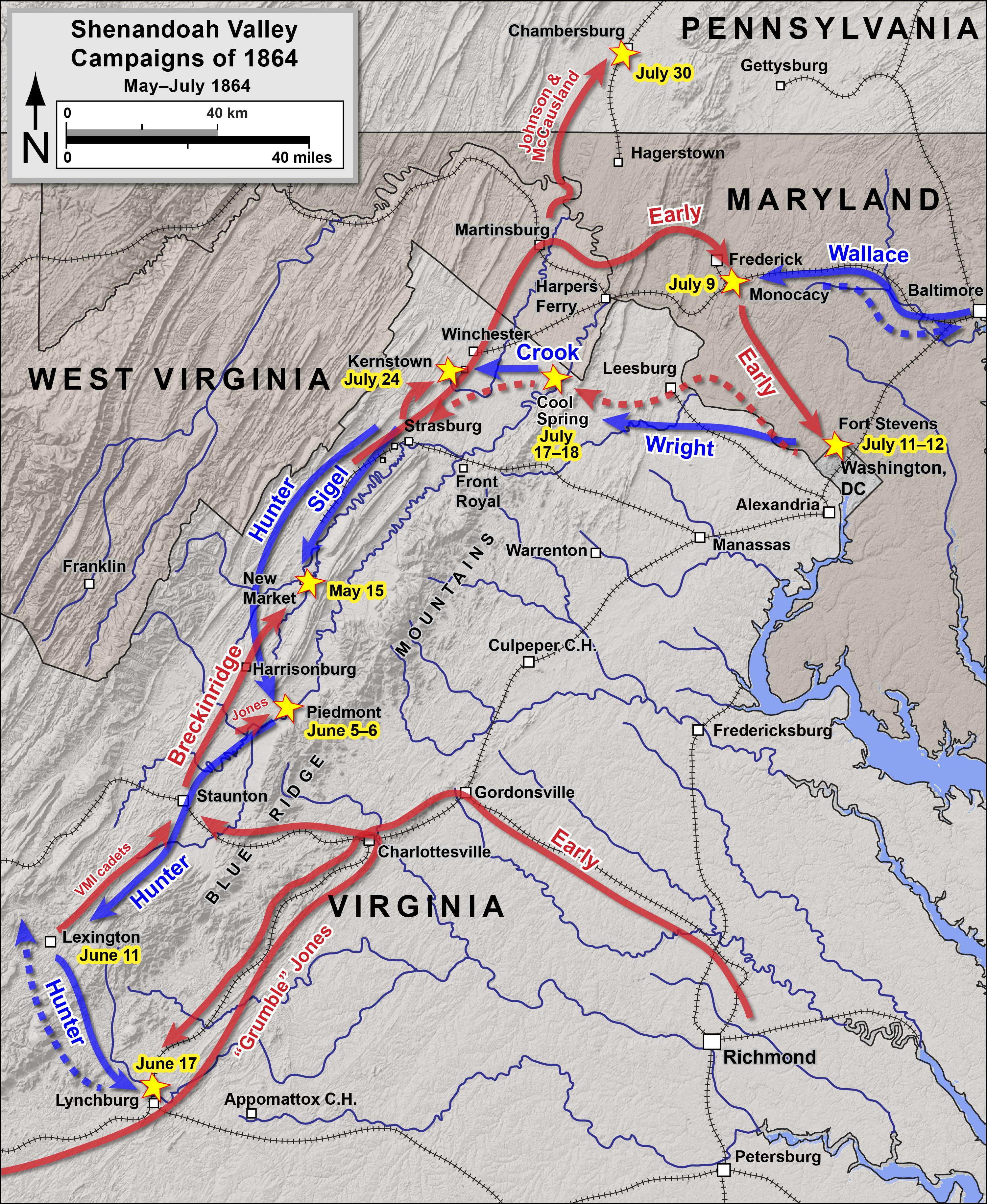
Operaties in de Shenandoahvallei tussen mei en juli 1864

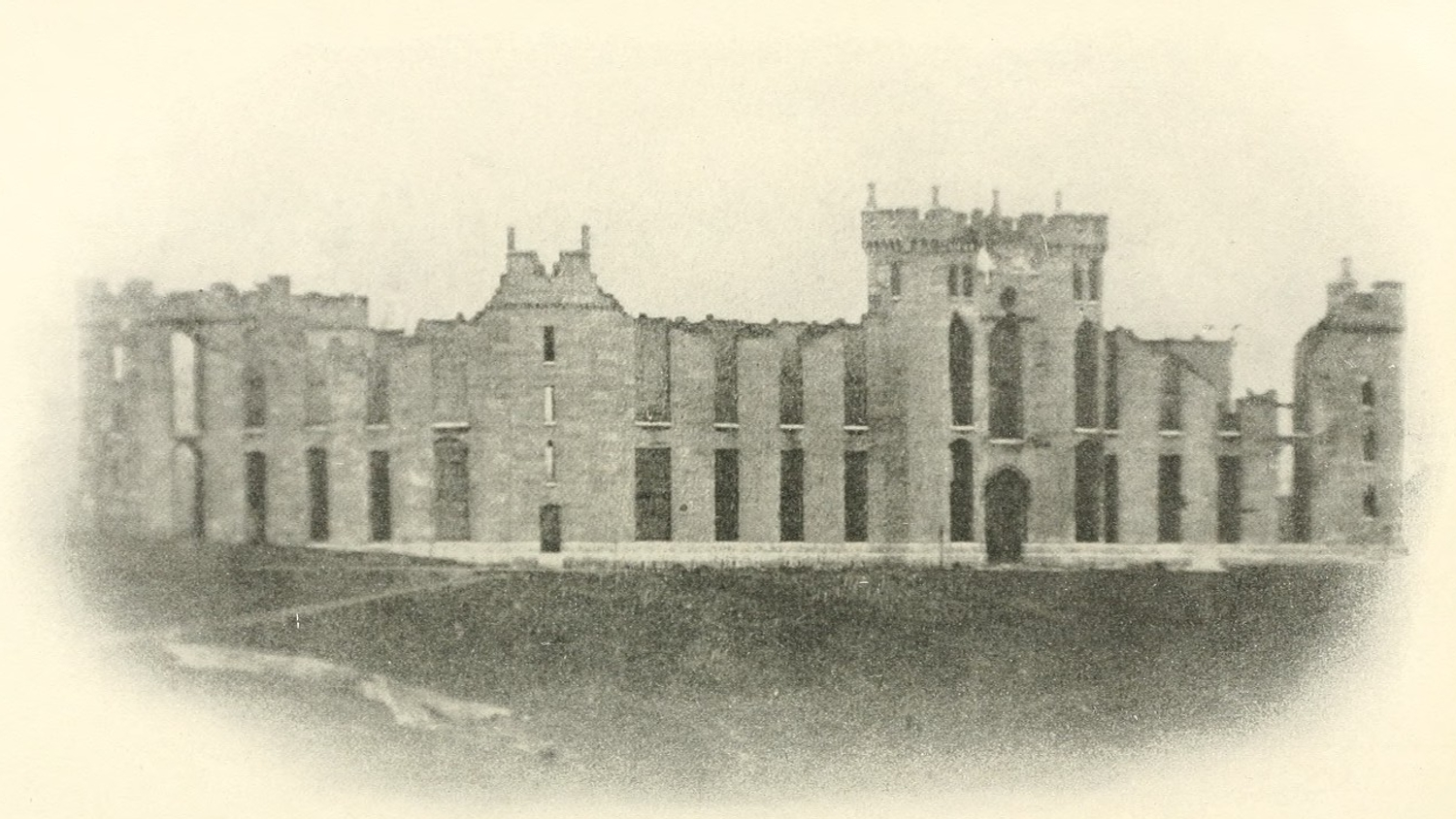
De ruïnes van het Virginia Military Institute na Hunters raid in 1864.

De eerste veldtocht was de geplande invasie door Sigel. Sigel had het bevel over het Departement of West Virginia. Hij had het bevel gekregen om met 10.000 soldaten de Zuidelijke spoorweg bij Lynchburg te vernietigen.

### DeSlag bij New Market15 mei 1864
Sigel werd aangevallen door 4.000 soldaten van het Virginia Military Institute onder leiding van de Zuidelijke generaal-majoor John C. Breckenridge en werd door hen verslagen. Sigel trok zich terug naar Strasburg, Virginia en werd vervangen door generaal-majoor David Hunter. Hij zou nog het instituut met de grond gelijk maken als wraakactie.

### DeSlag bij Piedmont5 juni – 6 juni 1864
Hunter hervatte de aanval en versloeg de Zuidelijke generaal William E. Jones. Jones zou sneuvelen tijdens de slag. Hunter bezette Staunton , Virginia.
Op 11 juni vocht Hunter een confrontatie uit bij Lexington met de Zuidelijke cavalerie van John McCausland. De Zuidelijken trokken zich terug naar Buchanan, Virginia. Hunter gaf het bevel aan kolonel Alfred N. Duffies cavalerie om zich aan te sluiten bij Hunter in Lexington. Terwijl hij zijn versterkingen afwachtte brandde hij het Virginia Military institue plat en nam het standbeeld van George Washington met zich mee.
Toen Hunter op 13 juni versterkt werd door Duffié stuurde Hunter Averell eropuit om McCausland uit Buchanan te verdrijven en de brug over de James in te nemen. McCausland slaagde er echte in om de brug in brand te steken waarna hij vluchtte.
Op 14 juni sloot Hunter zich opnieuw aan bij Averell in Buchanan. De volgende dag rukten ze verder op naar Bedford, Virginia waar ze diezelfde avond arriveerden. Ondertussen had generaal-majoor John C. Breckinridge brigadegeneraal John D. Imboden naar McCausland gestuurd. Toen Breckinridge in Lynchburg arriveerde, gaf hij onmiddellijk het bevel aan generaal-majoor Daniel H. Hill en brigadegeneraal Harry T. Hays om een defensieve linie uit te bouwen in de heuvels ten zuidwesten van de stad. McCausland trok zich achternagezeten door Averell al vechtend terug. Rond 13.00u op 17 juni arriveerde de Zuidelijke cavalerie in Lynchburg.

### DeSlag bij Lynchburg17 juni – 18 juni 1864
Hunters plan om de spoorwegen, kanalen en ziekenhuizen in Lynchburg te vernietigen werd gedwarsboomd door de aankomst van eenheden onder leiding van Jubal A. Early. Hunter was door een tekort aan voorraden gedwongen om zich terug te trekken naar West Virginia.

## Early's raid tegen de B&O-spoorweg (juni tot augustus 1864)
De Zuidelijke generaal Robert E. Lee was ongerust over de opmars van Hunter in de Shenandoahvallei die zijn aanvoerlijnen bedreigde. Hij stuurde het korps van Jubal Early naar de vallei om de vijand te verjagen en, indien mogelijk, Washington D.C. te bedreigen. Zo hoopte Lee dat Grant troepen van zijn leger zou detacheren om de Noordelijke hoofdstad te beschermen. Early begon veelbelovend aan zijn opdracht. Hij marcheerde de vallei door zonder noemenswaardige tegenstand. Hij liet Harpers Ferry links liggen, stak de Potomac over en ruke op naar Maryland. Grant detacheerde een korps onder leiding van Horatio G. Wright en kleinere eenheden aangevoerd door George Crook om Washington te versterken en Early te confronteren.

### DeSlag bij Monocacy9 juli 1864
Early versloeg een kleine strijdmacht onder leiding van Lew Wallace bij Frederick, Maryland. Deze slag vertraagde echter zijn opmars zodat de Noordelijken tijd wonnen om hun hoofdstad te versterken.

### DeSlag om Fort Stevens11 juli en 12 juli 1864
Early viel een fort aan in de noordwestelijke hoek van de verdedigingsgordel rond Washington. Deze aanval mislukte waarop hij zich terugtrok naar Virginia.

### DeSlag bij Heaton's Crossroads16 juli 1864
Terwijl de Zuidelijken zich terugtrokken via de Loudounvallei naar de Blue Ridge Mountains, werd hun bagagetrein aangevallen door Noordelijke cavalerie. Er vonden tijdens die dag verschillende kleine schermutselingen plaats terwijl de Noordelijken pogingen ondernamen om de Zuidelijken tegen te houden.

### DeSlag bij Cool Spring17 juli en 18 juli 1864
Early viel zijn achtervolgers aan die aangevoerd werden door Wright en kon de Noordelijken verslaan.

### DeSlag bij Rutherford's Farm20 juli 1864
Een Noordelijke divisie viel een Zuidelijke divisie onder aanvoering van Stephen Dodson Ramseur aan en verjoegen die. Early trok zijn leger terug ten zuiden van Fisher’s Hill.

### DeTweede slag bij Kernstown24 juli 1864
Wright trok zich terug omdat hij Early niet langer als een bedreiging beschouwde. Early viel daarop Wright aan om te voorkomen dat Wright zich opnieuw zou aansluiten bij Grant. De Noordelijken werden verjaagd. Early zette de achtervolging in en brandschatte Chambersburg in Pennsylvania om de vernietigingen van Hunter te wreken.

### DeSlag bij Folck's Mill1 augustus 1864
Dit was een onbesliste strijd tussen cavalerie in Maryland.

### DeSlag bij Moorefield7 augustus 1864
Zuidelijke cavalerie die op de terugtocht was van Chambersburg werd vernietigend verslagen door een Noordelijke hinderlaag.

## Sheridans veldtocht (augustus tot oktober 1864)

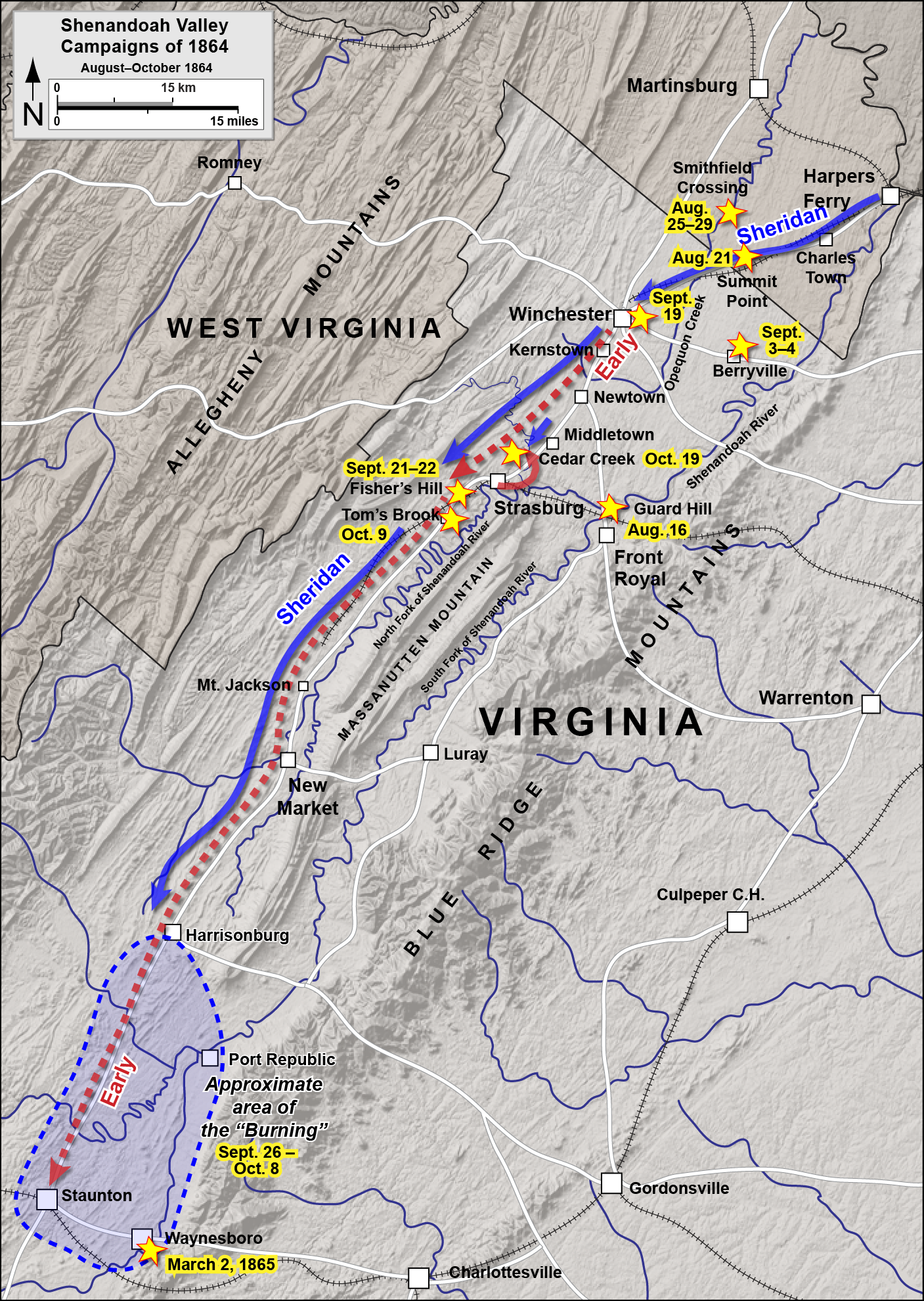
Bewegingen en veldslagen van Sheridans valleiveldtocht tussen augustus en oktober 1864

Uiteindelijk verloor Grant zijn geduld met Early en zeker na de brandschatting van Chambersburg. Ook vormde Early nog altijd een bedreiging voor Washington. Grant stuurde een andere en agressievere bevelhebber eropuit om Early te verslaan, namelijk Philip Sheridan. Hij kreeg het bevel over alle strijdkrachten in het gebied in en rond de vallei. Hij gaf zijn leger de naam Army of the Shenandoah. Sheridan begon zeer voorzichtig aan zijn opdracht door de presidentiële verkiezingen van 1864.

### DeSlag bij Guard Hill16 augustus 1864
Zuidelijke strijdkrachten onder leiding van Richard H. Anderson werden vanuit Petersburg naar Early gestuurd. Toen de Zuidelijken de Shenandoah overstaken, werden ze aangevallen door de Noordelijke cavaleriedivisie van brigadegeneraal Wesley Merrit. Driehonderd Zuidelijke soldaten werden gevangengenomen. De Zuidelijken hergroepeerden en slaagden erin om Merrit terug te dringen tot Cedarville. De slag bleef onbeslist.

### DeSlag bij Summit Point21 augustus 1864
Early en Anderson voerden een aanval uit op Sheridan bij Charles Town. Sheridan moet zich al vechtend terugtrekken.

### DeSlag bij Smithfield Crossing25 augustus - 29 augustus 1864
Twee Zuidelijke divisies steken Opequon Creek over en drijven een Noordelijke cavaleriedivisie terug naar Charles Town.

### DeSlag bij Berryville3 september – 4 september 1864
Een kleinere confrontatie waarin Early de opmars van Sheridan door de vallei wil tegenhouden. Early trok zich echter terug achter de Opequon Creek toen hij besefte dat hij te weinig slagkracht had om sheridans volledige strijdmacht aan te vallen.

### DeDerde Slag bij Winchester19 september 1864
Terwijl Early de B&O-spoorweg aanviel, viel Sheridan Winchester aan. Early diende zich met zware verliezen terug te trekken. Hij nam defensieve stellingen in bij Fisher’s Hill.

### DeSlag bij Fisher's Hill21 september – 22 september 1864
Sheridan viel in de vroege ochtend de Zuidelijke stellingen aan met een aanval op de flank. De Zuidelijken dienden zich met betrekkelijk weinig verliezen terug te trekken naar Waynesboro.
Early’s strijdmacht was voorlopig uitgeschakeld. De weg doorheen de vallei was geopend voor de Noordelijken. Ondertussen had Sherman Atlanta ingenomen en was de herverkiezing van Lincoln bijna een feit. Sheridan trok zich stelselmatig terug door de vallei en paste de Tactiek van de verschroeide aarde toe.

### DeSlag bij Tom's Brook9 oktober 1864
Early was weer op krachten gekomen en begon Sheridan opnieuw te bedreigen. Noordelijke cavalerie verjoeg twee Zuidelijke cavaleriedivisies.

### DeSlag bij Cedar Creek19 oktober 1864
Met een verrassingsaanval slaagde Early erin om twee derde van het Noordelijke leger op de vlucht te doen slaan. Zijn soldaten waren echter te uitgeput en te hongerig. Ze plunderden het Noordelijke kamp. Sheridan kon zijn eenheden hergroeperen en Early vernietigend verslaan.

## Gevolgen
Sheridans missie om de vallei militair te neutraliseren voor het Zuiden was geslaagd. Hij keerde daarop terug naar Grant te assisteren in het beleg van Petersburg. Het merendeel van Early’s strijdmacht werd naar Lee gestuurd. Early behield nog een kern over. Hij werd uiteindelijk verslagen in de Slag bij Waynesboro op 2 maart 1865. Hierna werd Early ontslagen door Lee.

## Aanbevolen lectuur
- Cooling, Benjamin Franklin. Jubal Early's Raid on Washington, 1864. Baltimore: Nautical & Aviation Publishing Company of America, 1989. ISBN 0-933852-86-X.
- Early, Jubal A., "General Jubal A. Early tells his story of his advance upon Washington, D.C.". Washington National Republican, 1864.
- Early, Jubal A. A Memoir of the Last Year of the War for Independence in the Confederate States of America. Edited by Gary W. Gallagher. Columbia: University of South Carolina Press, 2001. ISBN 1-57003-450-8.
- Gallagher, Gary W., ed. The Shenandoah Valley Campaign of 1864. Military Campaigns of the Civil War. Chapel Hill: University of North Carolina Press, 2006. ISBN 978-0-8078-3005-5.
- Lewis, Thomas A., and the Editors of Time-Life Books. The Shenandoah in Flames: The Valley Campaign of 1864. Alexandria, VA: Time-Life Books, 1987. ISBN 0-8094-4784-3.